# Chris Carter (Schriftsteller)
Chris Carter (* 14. Juli 1965 in Brasília, Brasilien) ist ein brasilianischer Schriftsteller und Autor von Thrillern.

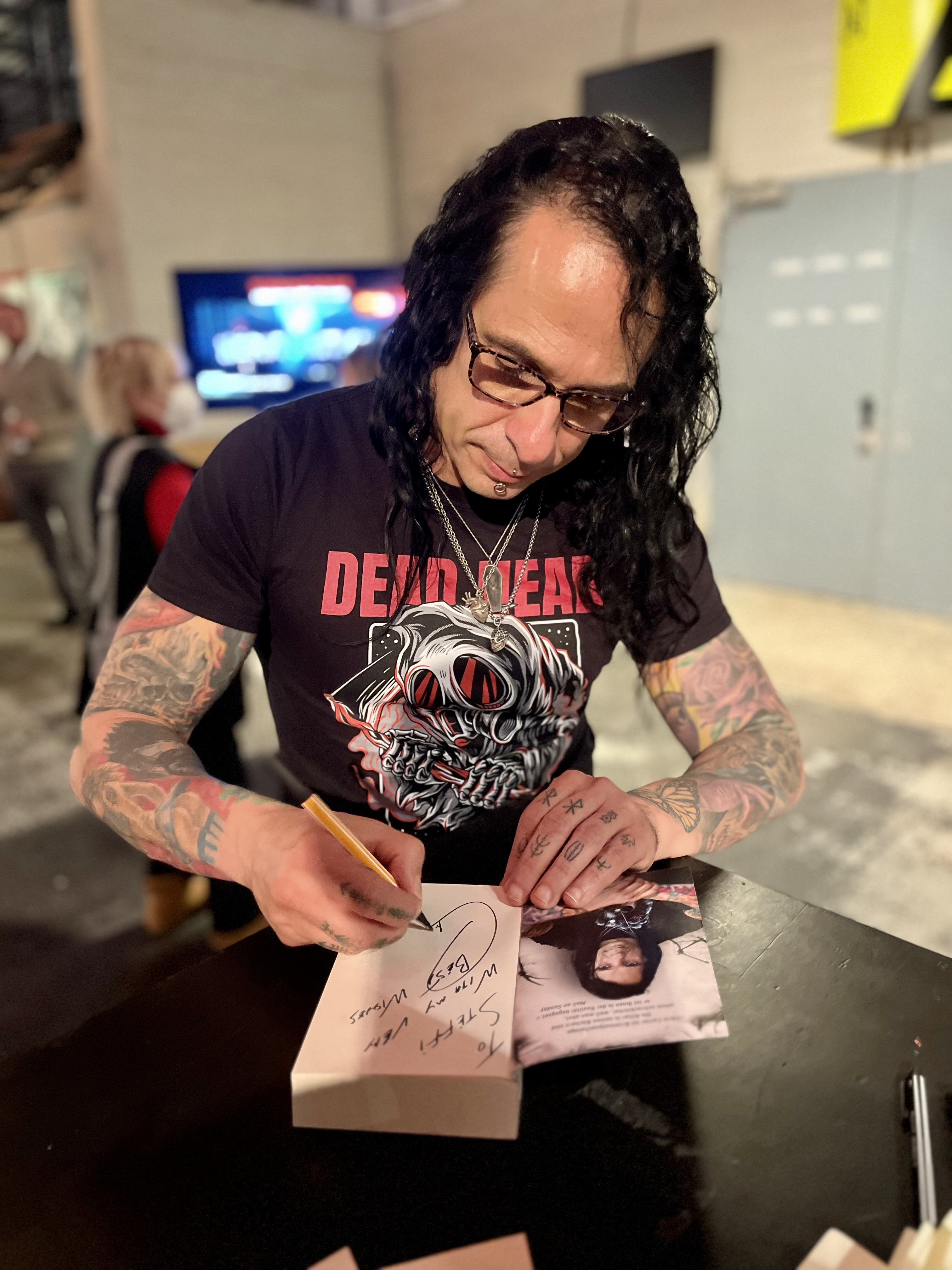
Chris Carter in Hamburg 2022

Carter wurde als Sohn italienischer Einwanderer in Brasilien geboren und ging nach seinem Schulabschluss in die USA. Nach seinem Studium der forensischen Psychologie in Michigan (Vereinigte Staaten) arbeitete er sechs Jahre als Kriminalpsychologe bei der Staatsanwaltschaft. Nach seinem Umzug nach Los Angeles machte er als Gitarrist Karriere und war unter anderem mit Ricky Martin, Shania Twain, Björk und Tom Jones auf Tour. Aktuell wohnt Carter in London, wo er als Vollzeitautor arbeitet. Seine Bücher schreibt er auf Englisch.

## Werke
Robert Hunter Reihe
Robert Hunter hat einen Doktortitel in Kriminalpsychologie und ist Kriminalbeamter beim Morddezernat I der Abteilung für Mord und bewaffneten Raubüberfall des LAPD (Los Angeles Police Department). Diese Abteilung widmet sich schweren Gewaltdelikten und Serienverbrechen, die stark im Fokus der Öffentlichkeit stehen.
- Der Kruzifix-Killer (The Crucifix Killer). Ullstein Verlag, Berlin 2009, ISBN 978-3-548-28109-4.
- Der Vollstrecker (The Executioner). Ullstein Verlag, Berlin 2011, ISBN 978-3-548-28110-0.
- Der Knochenbrecher (The Night Stalker). Ullstein Verlag, Berlin 2012, ISBN 978-3-548-28421-7.
- Totenkünstler (The Death Sculptor). Ullstein Verlag, Berlin 2013, ISBN 978-3-548-28539-9.
- Der Totschläger (One by One). Ullstein Verlag, Berlin 2014, ISBN 978-3-86909-142-6.
- One Dead. Der erste Fall für Robert Hunter (The Hunter), Novella, Ullstein Verlag, Berlin 2014, ISBN 978-3-8437-0458-8. (nur als E-Book erhältlich)
- Die stille Bestie (An Evil Mind). Ullstein Verlag, Berlin 2015, ISBN 978-3-548-28712-6.
- Der Totmacher (I Am Death). Ullstein Verlag, Berlin 2016, ISBN 978-3-548-28713-3.
- Death Call. Er bringt den Tod (The Caller). Ullstein Verlag, Berlin 2017, ISBN 978-3-548-28952-6.
- Blutrausch – Er muss töten (Gallery of the Dead). Ullstein Verlag, Berlin 2018, ISBN 978-3-548-28953-3.
- Jagd auf die Bestie (Hunting Evil). Ullstein Verlag, Berlin 2019, ISBN 978-3-548-29191-8.
- Bluthölle (Written in Blood). Ullstein Verlag, Berlin 2020, ISBN 978-3-548-29192-5.
- Blutige Stufen (Genesis). Ullstein Taschenbuch, Berlin 2022. ISBN 978-3-548-06447-5.
- Der Totenarzt (The Death Watcher). Ullstein Taschenbuch, Berlin 2024. ISBN 978-3-548-06448-2.

Hörbücher:
- Der Kruzifix-Killer (The Crucifix Killer). Hörbuch Hamburg, Hamburg 2012, ISBN 978-3-89903-903-0.(gekürzte Lesung, 4 CDs, gelesen von Achim Buch, 277 Min.)
- Der Vollstrecker (The Executioner). Hörbuch Hamburg, Hamburg 2011, ISBN 978-3-86909-064-1. (gekürzte Lesung, 4 Cds, gelesen von Achim Buch, 282 Min.)
- Der Knochenbrecher (The Night Stalker). Argon Verlag, Berlin 2012, ISBN 978-3-548-28421-7. (gekürzte Lesung, 6 Cds, gelesen von Uve Teschner, 434 Min.)
- Totenkünstler (The Death Sculptor). Hörbuch Hamburg, Hamburg 2013, ISBN 978-3-86909-145-7. (gekürzte Lesung, 6 CDs, gelesen von Uve Teschner, 427 Min.)
- Der Totschläger (One by One). Hörbuch Hamburg, Hamburg 2014, ISBN 978-3-86909-142-6. (gekürzte Lesung, 6 CDs, gelesen von Uve Teschner, 419 Min.)
- One Dead. Hörbuch Hamburg, Hamburg 2014, ISBN 978-3-8449-1129-9. (ungekürzte Lesung, 1 CD, gelesen von Uve Teschner, 70 Min.)
- Die stille Bestie (An Evil Mind). Hörbuch Hamburg, Hamburg 2015, ISBN 978-3-86909-174-7. (gekürzte Lesung, 6 CDs, gelesen von Uve Teschner, 427 Min.)
- I Am Death. Der Totmacher. Hörbuch Hamburg, Hamburg 2016, ISBN 978-3-95713-029-7. (gekürzte Lesung, 6 CDs, gelesen von Uve Teschner, 420 Min.)
- Death Call. Er bringt den Tod. Hörbuch Hamburg, Hamburg 2017, ISBN 978-3-95713-073-0. (gekürzte Lesung, 2 CDs, gelesen von Uve Teschner, 561 Min.)
- Blutrausch – Er muss töten. Hörbuch Hamburg, Hamburg 2018, ISBN 978-3-95713-109-6. (gekürzte Lesung, 2 CDs, gelesen von Uve Teschner, 626 Min.)
- Jagd auf die Bestie. Hörbuch Hamburg, Hamburg 2019, ISBN 978-3-95713-153-9. (gekürzte Lesung, 2 CDs, gelesen von Uve Teschner, 594 Min.)
- Bluthölle. Hörbuch Hamburg, Hamburg 2020, ISBN 978-3-95713-193-5. (gekürzte Lesung, 2 CDs, gelesen on Uve Teschner, 600 Min.)
- Blutige Stufen. Hörbuch Hamburg, Hamburg 2022, ISBN 978-3-8449-2921-8. (gekürzte Lesung, MP3-CD, gelesen on Uve Teschner, 766 Min.)
- Der Totenarzt. Hörbuch Hamburg, Hamburg 2024, ISBN 978-3-95713-314-4. (gekürzte Lesung, MP3-CD, gelesen on Uve Teschner, 650 Min.)